# Tour de Norvège 2014
La 4e édition du Tour de Norvège a lieu du 21 au 25 mai 2014. La course fait partie du calendrier UCI Europe Tour 2014 en catégorie 2.HC.

## Présentation

### Équipes
Classé en catégorie 2.HC de l'UCI Europe Tour, le Tour de Norvège est par conséquent ouvert aux UCI ProTeams dans la limite de 70 % des équipes participantes, aux équipes continentales professionnelles, aux équipes continentales norvégiennes et à une équipe nationale norvégienne.
Dix-huit équipes participent à ce Tour de Norvège - trois ProTeams, huit équipes continentales professionnelles et sept équipes continentales :
| UCI ProTeams    | UCI ProTeams | UCI ProTeams |
| Nom de l'équipe | Pays         | Code         |
| --------------- | ------------ | ------------ |
| Belkin          | Pays-Bas     | BEL          |
| Katusha         | Russie       | KAT          |
| Tinkoff-Saxo    | Russie       | TCS          |

| Équipes continentales professionnelles | Équipes continentales professionnelles | Équipes continentales professionnelles |
| Nom de l'équipe                        | Pays                                   | Code                                   |
| -------------------------------------- | -------------------------------------- | -------------------------------------- |
| Caja Rural-Seguros RGA                 | Espagne                                | CJR                                    |
| CCC Polsat Polkowice                   | Pologne                                | CCC                                    |
| IAM                                    | Suisse                                 | IAM                                    |
| MTN-Qhubeka                            | Afrique du Sud                         | MTN                                    |
| RusVelo                                | Russie                                 | RVL                                    |
| Topsport Vlaanderen-Baloise            | Belgique                               | TSV                                    |
| UnitedHealthcare                       | États-Unis                             | UHC                                    |
| Wanty-Groupe Gobert                    | Belgique                               | WGG                                    |

| Équipes continentales | Équipes continentales | Équipes continentales |
| Nom de l'équipe       | Pays                  | Code                  |
| --------------------- | --------------------- | --------------------- |
| FixIT.no              | Norvège               | FIX                   |
| Frøy-Bianchi          | Norvège               | FRB                   |
| Joker                 | Norvège               | TJO                   |
| Motiv3                | Norvège               | MPC                   |
| Øster Hus-Ridley      | Norvège               | OHR                   |
| Ringeriks-Kraft       | Norvège               | KRA                   |
| Sparebanken Sør       | Norvège               | TSS                   |

## Étapes
| Étape     | Date   | Villes étapes                 |  | Distance (km) | Vainqueur d’étape  | Leader du classement général |
| --------- | ------ | ----------------------------- |  | ------------- | ------------------ | ---------------------------- |
| 1re étape | 21 mai | Larvik - Larvik               |  | 147,5         | Alexander Kristoff | Alexander Kristoff           |
| 2e étape  | 22 mai | Drøbak - Sarpsborg            |  | 193,5         | Marc de Maar       | Marc de Maar                 |
| 3e étape  | 23 mai | Årnes - Budor (no)            |  | 177,8         | Sep Vanmarcke      | Marc de Maar                 |
| 4e étape  | 24 mai | Brumunddal (no) - Lillehammer |  | 195,3         | Bauke Mollema      | Marc de Maar                 |
| 5e étape  | 25 mai | Gjøvik - Hønefoss             |  | 166           | Alexander Kristoff | Maciej Paterski              |

## Déroulement de la course

### 1reétape
|    | Coureur              | Équipe                      |    | Temps           |
| -- | -------------------- | --------------------------- | -- | --------------- |
| 1  | Alexander Kristoff   | Katusha                     | en | 3 h 24 min 18 s |
| 2  | Sondre Holst Enger   | Sparebanken Sør             | +  | m.t             |
| 3  | Tom Van Asbroeck     | Topsport Vlaanderen-Baloise |    | m.t             |
| 4  | Lars Petter Nordhaug | Belkin                      |    | m.t             |
| 5  | Zico Waeytens        | Topsport Vlaanderen-Baloise |    | m.t             |
| 6  | Bartłomiej Matysiak  | CCC Polsat Polkowice        |    | m.t             |
| 7  | Gerald Ciolek        | MTN-Qhubeka                 |    | m.t             |
| 8  | Thomas Sprengers     | Topsport Vlaanderen-Baloise |    | m.t             |
| 9  | Maciej Paterski      | CCC Polsat Polkowice        |    | m.t             |
| 10 | Jo Kogstad Ringheim  | Joker                       |    | m.t             |

|    | Coureur              | Équipe                      |    | Temps           |
| -- | -------------------- | --------------------------- | -- | --------------- |
| 1  | Alexander Kristoff   | Katusha                     | en | 3 h 24 min 08 s |
| 2  | Sondre Holst Enger   | Sparebanken Sør             | +  | 4 s             |
| 3  | Tom Van Asbroeck     | Topsport Vlaanderen-Baloise |    | 6 s             |
| 4  | Lars Petter Nordhaug | Belkin                      |    | 10 s            |
| 5  | Zico Waeytens        | Topsport Vlaanderen-Baloise |    | 10 s            |
| 6  | Bartłomiej Matysiak  | CCC Polsat Polkowice        |    | 10 s            |
| 7  | Gerald Ciolek        | MTN-Qhubeka                 |    | 10 s            |
| 8  | Thomas Sprengers     | Topsport Vlaanderen-Baloise |    | 10 s            |
| 9  | Maciej Paterski      | CCC Polsat Polkowice        |    | 10 s            |
| 10 | Jo Kogstad Ringheim  | Joker                       |    | 10 s            |

### 2eétape
|    | Coureur              | Équipe                      |    | Temps           |
| -- | -------------------- | --------------------------- | -- | --------------- |
| 1  | Marc de Maar         | UnitedHealthcare            | en | 4 h 38 min 38 s |
| 2  | Maciej Paterski      | CCC Polsat Polkowice        | +  | 0 s             |
| 3  | Alexander Kristoff   | Katusha                     |    | 12 s            |
| 4  | Aleksejs Saramotins  | IAM                         |    | 12 s            |
| 5  | Sondre Holst Enger   | Sparebanken Sør             |    | 12 s            |
| 6  | Marko Kump           | Tinkoff-Saxo                |    | 12 s            |
| 7  | Sven Erik Bystrøm    | Øster Hus-Ridley            |    | 12 s            |
| 8  | Sébastien Hinault    | IAM                         |    | 12 s            |
| 9  | Tom Van Asbroeck     | Topsport Vlaanderen-Baloise |    | 12 s            |
| 10 | Lars Petter Nordhaug | Belkin                      |    | 12 s            |

|    | Coureur              | Équipe                      |    | Temps           |
| -- | -------------------- | --------------------------- | -- | --------------- |
| 1  | Marc de Maar         | UnitedHealthcare            | en | 8 h 02 min 34 s |
| 2  | Maciej Paterski      | CCC Polsat Polkowice        | +  | 3 s             |
| 3  | Alexander Kristoff   | Katusha                     |    | 10 s            |
| 4  | Tom Van Asbroeck     | Topsport Vlaanderen-Baloise |    | 17 s            |
| 5  | Sondre Holst Enger   | Sparebanken Sør             |    | 18 s            |
| 6  | Bauke Mollema        | Belkin                      |    | 22 s            |
| 7  | Lars Petter Nordhaug | Belkin                      |    | 24 s            |
| 8  | Bartłomiej Matysiak  | CCC Polsat Polkowice        |    | 24 s            |
| 9  | Aleksejs Saramotins  | IAM                         |    | 24 s            |
| 10 | Sven Erik Bystrøm    | Øster Hus-Ridley            |    | 24 s            |

### 3eétape
|    | Coureur             | Équipe               |    | Temps           |
| -- | ------------------- | -------------------- | -- | --------------- |
| 1  | Sep Vanmarcke       | Belkin               | en | 4 h 13 min 15 s |
| 2  | Gustav Larsson      | IAM                  | +  | 1 s             |
| 3  | Gatis Smukulis      | Katusha              |    | 4 s             |
| 4  | Stef Clement        | Belkin               |    | 6 s             |
| 5  | Jérôme Baugnies     | Wanty-Groupe Gobert  |    | 12 s            |
| 6  | Jarosław Marycz     | CCC Polsat Polkowice |    | 13 s            |
| 7  | Aleksejs Saramotins | IAM                  |    | 13 s            |
| 8  | Alexander Kristoff  | Katusha              |    | 13 s            |
| 9  | Bauke Mollema       | Belkin               |    | 13 s            |
| 10 | Gerald Ciolek       | MTN-Qhubeka          |    | 13 s            |

|    | Coureur              | Équipe                      |    | Temps            |
| -- | -------------------- | --------------------------- | -- | ---------------- |
| 1  | Marc de Maar         | UnitedHealthcare            | en | 12 h 16 min 12 s |
| 2  | Maciej Paterski      | CCC Polsat Polkowice        | +  | 3 s              |
| 3  | Gustav Larsson       | IAM                         |    | 6 s              |
| 4  | Alexander Kristoff   | Katusha                     |    | 10 s             |
| 5  | Tom Van Asbroeck     | Topsport Vlaanderen-Baloise |    | 11 s             |
| 6  | Sondre Holst Enger   | Sparebanken Sør             |    | 18 s             |
| 7  | Bauke Mollema        | Belkin                      |    | 22 s             |
| 8  | Jérôme Baugnies      | Wanty-Groupe Gobert         |    | 23 s             |
| 9  | Lars Petter Nordhaug | Belkin                      |    | 24 s             |
| 10 | Aleksejs Saramotins  | IAM                         |    | 24 s             |

### 4eétape
|    | Coureur                 | Équipe                 |    | Temps           |
| -- | ----------------------- | ---------------------- | -- | --------------- |
| 1  | Bauke Mollema           | Belkin                 | en | 4 h 53 min 55 s |
| 2  | Jesper Hansen           | Tinkoff-Saxo           | +  | 3 s             |
| 3  | Lars Petter Nordhaug    | Belkin                 |    | 6 s             |
| 4  | Peio Bilbao             | Caja Rural-Seguros RGA |    | 6 s             |
| 5  | Kristoffer Skjerping    | Joker                  |    | 6 s             |
| 6  | Sven Erik Bystrøm       | Øster Hus-Ridley       |    | 6 s             |
| 7  | Maciej Paterski         | CCC Polsat Polkowice   |    | 6 s             |
| 8  | Marc de Maar            | UnitedHealthcare       |    | 6 s             |
| 9  | Rubén Fernández Andújar | Caja Rural-Seguros RGA |    | 3 s             |
| 10 | Jérôme Baugnies         | Wanty-Groupe Gobert    |    | 6 s             |

|    | Coureur              | Équipe                 |    | Temps            |
| -- | -------------------- | ---------------------- | -- | ---------------- |
| 1  | Marc de Maar         | UnitedHealthcare       | en | 17 h 10 min 13 s |
| 2  | Maciej Paterski      | CCC Polsat Polkowice   | +  | 3 s              |
| 3  | Bauke Mollema        | Belkin                 |    | 6 s              |
| 4  | Gustav Larsson       | IAM                    |    | 6 s              |
| 5  | Jesper Hansen        | Tinkoff-Saxo           |    | 15 s             |
| 6  | Lars Petter Nordhaug | Belkin                 |    | 19 s             |
| 7  | Jérôme Baugnies      | Wanty-Groupe Gobert    |    | 23 s             |
| 8  | Gerald Ciolek        | MTN-Qhubeka            |    | 24 s             |
| 9  | Sven Erik Bystrøm    | Øster Hus-Ridley       |    | 24 s             |
| 10 | Peio Bilbao          | Caja Rural-Seguros RGA |    | 24 s             |

### 5eétape
|    | Coureur                | Équipe                      |    | Temps           |
| -- | ---------------------- | --------------------------- | -- | --------------- |
| 1  | Alexander Kristoff     | Katusha                     | en | 4 h 04 min 40 s |
| 2  | Jempy Drucker          | Wanty-Groupe Gobert         | +  | m.t             |
| 3  | Gerald Ciolek          | MTN-Qhubeka                 |    | m.t             |
| 4  | Maciej Paterski        | CCC Polsat Polkowice        |    | m.t             |
| 5  | Sébastien Reichenbach  | IAM                         |    | m.t             |
| 6  | Peio Bilbao            | Caja Rural-Seguros RGA      |    | m.t             |
| 7  | Bjørn Tore Hoem Nilsen | Sparebanken Sør             |    | m.t             |
| 8  | Sondre Holst Enger     | Sparebanken Sør             |    | m.t             |
| 9  | Tom Van Asbroeck       | Topsport Vlaanderen-Baloise |    | m.t             |
| 10 | Daniele Bennati        | Tinkoff-Saxo                |    | m.t             |

|    | Coureur                | Équipe                 |    | Temps            |
| -- | ---------------------- | ---------------------- | -- | ---------------- |
| 1  | Maciej Paterski        | CCC Polsat Polkowice   | en | 21 h 54 min 56 s |
| 2  | Marc de Maar           | UnitedHealthcare       | +  | 3 s              |
| 3  | Bauke Mollema          | Belkin                 |    | 9 s              |
| 4  | Gustav Larsson         | IAM                    |    | 9 s              |
| 5  | Gerald Ciolek          | MTN-Qhubeka            |    | 15 s             |
| 6  | Jesper Hansen          | Tinkoff-Saxo           |    | 18 s             |
| 7  | Peio Bilbao            | Caja Rural-Seguros RGA |    | 21 s             |
| 8  | Bjørn Tore Hoem Nilsen | Sparebanken Sør        |    | 21 s             |
| 9  | Jérôme Baugnies        | Wanty-Groupe Gobert    |    | 26 s             |
| 10 | Sven Erik Bystrøm      | Øster Hus-Ridley       |    | 27 s             |

## Classements finals

### Classement général
|    | Cycliste               | Pays      | Équipe                 |    | Temps            |
| -- | ---------------------- | --------- | ---------------------- | -- | ---------------- |
| 1  | Maciej Paterski        | Pologne   | CCC Polsat Polkowice   | en | 21 h 54 min 56 s |
| 2  | Marc de Maar           | Pays-Bas  | UnitedHealthcare       | +  | 3 s              |
| 3  | Bauke Mollema          | Pays-Bas  | Belkin                 |    | 9 s              |
| 4  | Gustav Larsson         | Suède     | IAM                    |    | 9 s              |
| 5  | Gerald Ciolek          | Allemagne | MTN-Qhubeka            |    | 15 s             |
| 6  | Jesper Hansen          | Danemark  | Tinkoff-Saxo           |    | 18 s             |
| 7  | Peio Bilbao            | Espagne   | Caja Rural-Seguros RGA |    | 21 s             |
| 8  | Bjørn Tore Hoem Nilsen | Norvège   | Sparebanken Sør        |    | 21 s             |
| 9  | Jérôme Baugnies        | Belgique  | Wanty-Groupe Gobert    |    | 26 s             |
| 10 | Sven Erik Bystrøm      | Norvège   | Øster Hus-Ridley       |    | 27 s             |

### Classements annexes
|   | Cycliste             | Équipe               | Points |
| - | -------------------- | -------------------- | ------ |
| 1 | Alexander Kristoff   | Katusha              | 57     |
| 2 | Maciej Paterski      | CCC Polsat Polkowice | 45     |
| 3 | Lars Petter Nordhaug | Belkin               | 37     |

|   | Cycliste | Équipe | Points |
| - | -------- | ------ | ------ |
| 1 |          |        |        |
| 2 |          |        |        |
| 3 |          |        |        |

|   | Cycliste               | Équipe                 |    | Temps            |
| - | ---------------------- | ---------------------- | -- | ---------------- |
| 1 | Jesper Hansen          | Tinkoff-Saxo           | en | 21 h 15 min 14 s |
| 2 | Peio Bilbao            | Caja Rural-Seguros RGA | +  | 3 s              |
| 3 | Bjørn Tore Hoem Nilsen | Sparebanken Sør        |    | 3 s              |

|   | Équipe | Pays |    | Temps |
| - | ------ | ---- | -- | ----- |
| 1 |        |      | en |       |
| 2 |        |      | +  |       |
| 3 |        |      |    |       |

## Évolution des classements
| Étape              | Vainqueur          | Classement général | Classement par points | Classement de la montagne | Classement du meilleur jeune | Classement par équipes      |
| ------------------ | ------------------ | ------------------ | --------------------- | ------------------------- | ---------------------------- | --------------------------- |
| 1                  | Alexander Kristoff | Alexander Kristoff | Alexander Kristoff    | Adrian Gjølberg           | Sondre Holst Enger           | Topsport Vlaanderen-Baloise |
| 2                  | Marc de Maar       | Marc de Maar       | Alexander Kristoff    | August Jensen             | Tom Van Asbroeck             | CCC Polsat Polkowice        |
| 3                  | Sep Vanmarcke      | Marc de Maar       | Alexander Kristoff    | Sep Vanmarcke             | Tom Van Asbroeck             | Belkin                      |
| 4                  | Bauke Mollema      | Marc de Maar       | Alexander Kristoff    | Amund Grøndahl Jansen     | Jesper Hansen                | IAM                         |
| 5                  | Alexander Kristoff | Maciej Paterski    | Alexander Kristoff    | Amund Grøndahl Jansen     | Jesper Hansen                | IAM                         |
| Classements finals | Classements finals | Maciej Paterski    | Alexander Kristoff    | Amund Grøndahl Jansen     | Jesper Hansen                | IAM                         |

## Liste des participants
- Liste de départ complète